# Arda Mandikian
Arda Mandikian (1 de setembre de 1924 - 8 de novembre de 2009) va ser una cantant d'òpera soprano greco-armènia. Mandikian va iniciar la seva carrera a Anglaterra. Va tenir papers principals a Londres i Edimburg. A la dècada de 1980 es va convertir en assistent de direcció de l'Òpera Nacional de Grècia.

## Carrera
Mandikian va néixer a Esmirna, Turquia, el 1924. Els pares de Mandikian, Krikor Mandikian i Beatrike Ananian, van ser supervivents del genocidi armeni. La família va fugir a Atenes i Mandikian va ser enviada al Conservatori d'Atenes, on va estudiar amb Elvira de Hidalgo. Quan tenia 15 anys va fer el seu debut operístic amb Maria Callas. El 1948 va viatjar a Gran Bretanya per conèixer l'estudiós i compositor Egon Wellesz, expert en música romana d'Orient, que li va organitzar un recital que incloïa música grega escrita durant dos mil·lennis. Això incloïa els Himnes dèlfics escrits cap al 128 aC i descoberts el 1893 gravats a la pedra, que contenien miraculosament la notació vocal. També va aparèixer a Incognita de Wellesz a Oxford. Una demostració del seu cant va portar a un treball regular. El 1953 va tenir papers principals en òperes tant a París com a Londres. En aquell any va estar cantant al Covent Garden de Londres a Peter Grimes, de Benjamin Britten, i el 1954 va tornar a aparèixer a Le Coq d'or, de Rimski-Kórsakov, a la Royal Opera House.
El 1954 va cantar el primer Himne dèlfic al Festival d'Aldeburgh. Això va inspirar Benjamin Britten a incloure una idea similar al seu The Turn of the Screw. Britten va crear el paper del fantasma Miss Jessel especialment per a Mandikian. S'ha dit que Britten va fer la part tan específicament concebuda per a Mandikian que «sona a Arda, la canti qui la canti».
Als anys 60 la seva mare va emmalaltir i va tornar a Grècia per cuidar-la. Una junta militar va prendre el poder i Mandikian es va pronunciar obertament en contra seu. La seva carrera es va veure per això molt obstaculitzada: no podia cantar òpera a Grècia per la seva oiposició al règim militar i temia que, si marxava a l'estranger, s'hi hagués de quedar exiliada perquè se li impedís tornar. La dictadura de la junta grega va acabar el 1974. De 1974 a 1980 Mandikian va ser assistent de direcció de l'Òpera Nacional de Grècia, treballant amb el seu amic Christos Lambrakis.
Mandikian va morir a Atenes el 2009.